# Emanuel Celler
Emanuel Celler (Brooklyn (New York), 6 mai 1888 - Brooklyn (New York), 15 janvier 1981) est un homme politique américain membre du Parti démocrate (États-Unis). Il a été représentant de New York à Washington pendant cinquante ans, de 1923 à 1973.

## Carrière politique
À la Chambre des représentants, il s’est opposé avec véhémence à la loi d’immigration Johnson-Reed (alias Immigration Act of 1924), réussissant finalement à faire passer les lois de 1965 sur l’immigration et la nationalité (Immigration and Nationality Act of 1965) qui mettent fin au système de quotas par nationalité.